# 克吕济耶莱梅皮亚
克吕济耶莱梅皮亚（法語：Cruzilles-lès-Mépillat，法語發音：[kʁyzij lɛ mepija]）是法国东部安省的一个市镇，属于布雷斯地区布尔格区。

## 地理
克吕济耶莱梅皮亚（46°13'29"N, 4°52'50"E）面积11.84 平方千米，位于法国奥弗涅-罗讷-阿尔卑斯大区安省，该省份为法国东部省份，北起汝拉省，西北接索恩-卢瓦尔省，西接罗讷省和里昂大都会，南至伊泽尔省，东与萨瓦省、上萨瓦省和瑞士接壤。
与克吕济耶莱梅皮亚接壤的市镇（或旧市镇、城区）包括：贝村、索恩河畔科尔莫朗什、加尔讷朗、格列日、伊利亚、莱兹、圣安德烈迪里亚。

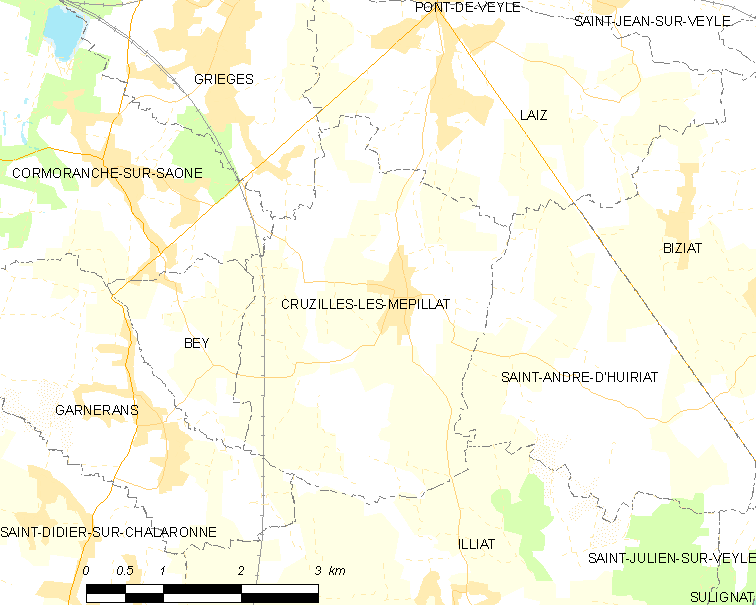
克吕济耶莱梅皮亚的OSM定位图

克吕济耶莱梅皮亚的时区为UTC+01:00、UTC+02:00（夏令时）。

## 行政
克吕济耶莱梅皮亚的邮政编码为01290，INSEE市镇编码为01136。

## 政治
克吕济耶莱梅皮亚所属的省级选区为沃纳县。

## 人口

1962-2008年间克吕济耶莱梅皮亚人口变化图示

克吕济耶莱梅皮亚于2022年1月1日时的人口数量为951人。